# Jonathan Rosenbaum

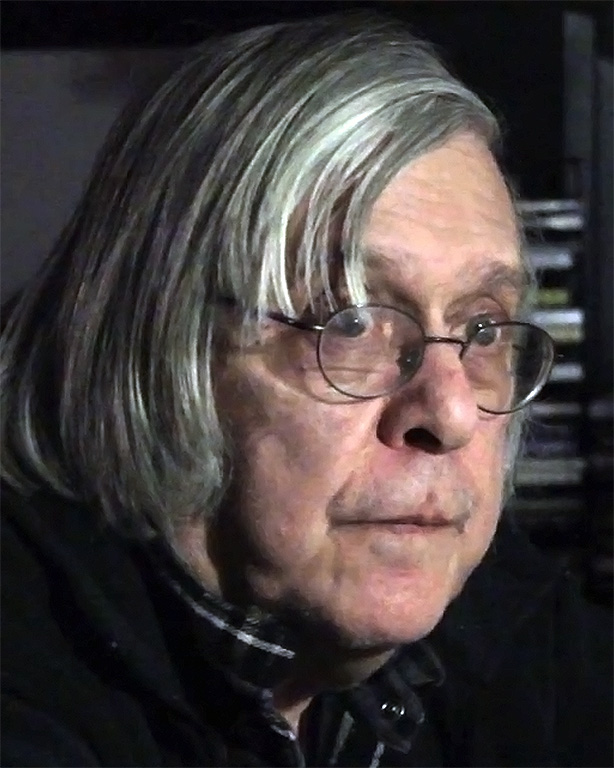
Jonathan Rosenbaum, 2013

Jonathan Rosenbaum (* 27. Februar 1943 in Florence, Alabama) ist ein US-amerikanischer Filmkritiker und Essayist.

## Leben und Karriere
Jonathan Rosenbaum wuchs in Florence, Alabama auf, sein Großvater besaß eine kleine Kinokette. Er lernte an der The Putney School. Anschließend besuchte er das Bard College, wo er Literatur studierte. Von 1969 bis 1977 lebte er in Europa, in Frankreich und England. Dort begann er seine Arbeit als Film- und Literaturkritiker bei The Village Voice, Sight & Sound und Film Comment. Rosenbaum war von 1987 bis 2008 der Chef-Filmkritiker der Wochenzeitung Chicago Reader, bis er im Alter von 65 Jahren in den Ruhestand ging. Er veröffentlichte zahlreiche Bücher als Herausgeber und Autor und trug zu bekannten Publikationen zum Thema Film bei, darunter in den Cahiers du cinéma, in Film Comment sowie in TRAFIC - Revue de Cinéma.
Rosenbaum fördert die Verbreitung ausländischer Filme in den USA sowie die Diskussion darüber. Er vertritt die Ansicht, dass dem Kinopublikum in den USA eine breitere Palette an Filmen gezeigt werden sollte. Als 1998 erstmals durch das American Film Institute (AFI) eine Liste der 100 besten amerikanischen Filme veröffentlicht wurde, veröffentlichte Rosenbaum eine eigene Liste, die weniger etablierte und vielfältigere Filme enthielt, wie etwa Filme der amerikanischen Regisseure John Cassavetes und Jim Jarmusch, die nicht auf der AFI-Liste waren. In die zweite AFI-Liste wurden dann fünf Titel von Rosenbaums Liste aufgenommen. Jonathan Rosenbaum erschien 2009 in dem Dokumentarfilm For the Love of Movies: The Story of American Film Criticism.

## Bücher
- Moving Places: A Life in the Movies. 1980.
- Midnight Movies. 1983. (with J. Hoberman)
- Film: The Front Line 1983. 1983.
- Greed (über Erich von Stroheims Film). British Film Institute, London 1993, ISBN 0-85170-358-5.
- Placing Movies: The Practice of Film Criticism. 1995.
- Movies as Politics. 1997, ISBN 0-520-20615-0.
- Dead Man (über Jim Jarmuschs Film). British Film Institute, London 2000, ISBN 0-85170-806-4.
- Movie Wars: How Hollywood and the Media Limit What Films You See. A Cappella/Chicago Review Press 2000.
- Abbas Kiarostami (Contemporary Film Directors). 2003. (mit Mehrnaz Saeed-Vafa)
- Essential Cinema: On the Necessity of Film Canons. 2004, ISBN 0-8018-7840-3.
- Discovering Orson Welles. 2007, ISBN 978-0-520-25123-6.
- Goodbye Cinema, Hello Cinephilia: Film Culture in Transition. 2010, ISBN 978-0-226-72664-9.